# レンズマウント

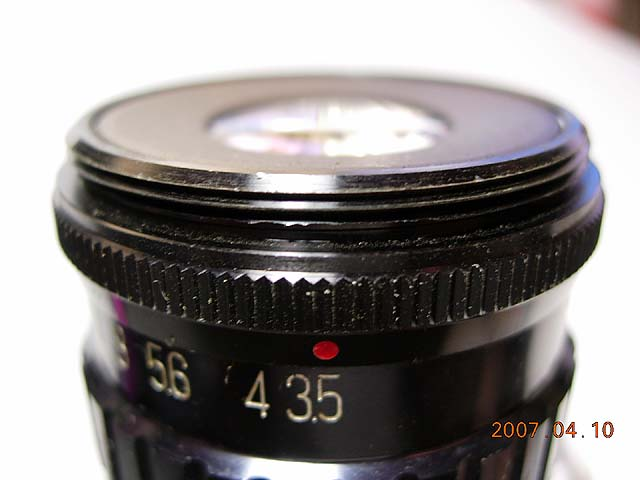
引き伸ばしレンズのスクリューマウント

レンズマウント (Lens Mount) は、レンズ交換式の光学機器において、レンズとボディーを接続する機構である。

## 概要
レンズマウントは、カメラボディ（本体）とレンズの接合機構であるため、両者が共に一定の前提を満たさなければ、ボディとレンズの互換性を保つことが出来ない。機械的には、両者の嵌合部の構造や寸法など、光学的にはボディのフランジバックなどが問題になる。近年ではそのほかに、ボディとレンズの間での信号を伝達する電気系の互換性も必要になる。
レンズマウントの機構はその装着形態から「ねじ込み式」と「バヨネット式」、「スピゴット式」の3種類に分けられる。スピゴット式もバヨネット式の一種という解釈もあるが、当記事においては区分して扱うものとする。原理的には前2者は装着時にレンズがボディに対して回転し、後者は回転しないという差異がある。このほか機械的にはマウント開口部の大きさや、フランジバックの長さも当初設計上の重要な点である。

## 種別

### ねじ込み式

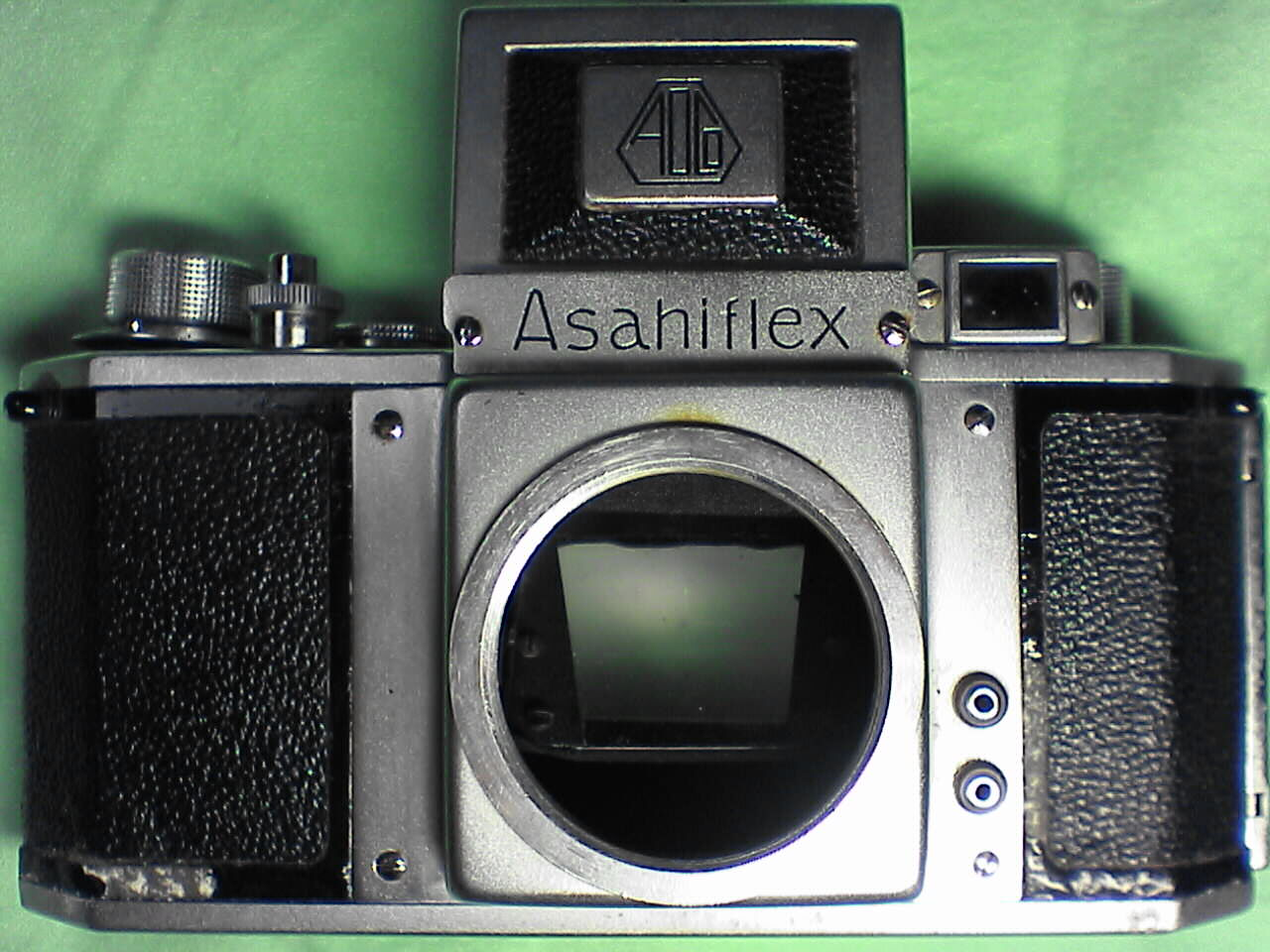
M37マウント。旭光学アサヒフレックスに採用

ねじ込み式マウントとは、マウントとレンズ接合部とにネジが切られており、レンズを回転してボディにねじ込んで装着する形式である。スクリューマウントともいう。ライカスクリューマウントやM42マウント（プラクチカスクリューマウント）がその代表例である。レンズ交換式フィルムカメラの黎明期には「レンズ脱着でネジの磨耗はあってもマウントフランジ部の擦削がなくフランジバックが狂わない」という理由でねじ込み式マウントの堅牢性を支持する見解もあったものの、レンズの脱着に手間が掛かるのと、カメラの電子化・多機能化への対応に制約があったため、ほとんどのメーカーは新規格・新機能を採用する際にバヨネット方式へ移行し、現行機としては、多機能を必要としない特定機材に古い規格のマウントが存続しているのみである。現在では多くのメーカーが撤退したため、便宜上当時の公式名称よりもネジ径でM○○マウントという呼称が使われることが多い。

#### レンジファインダーカメラ用

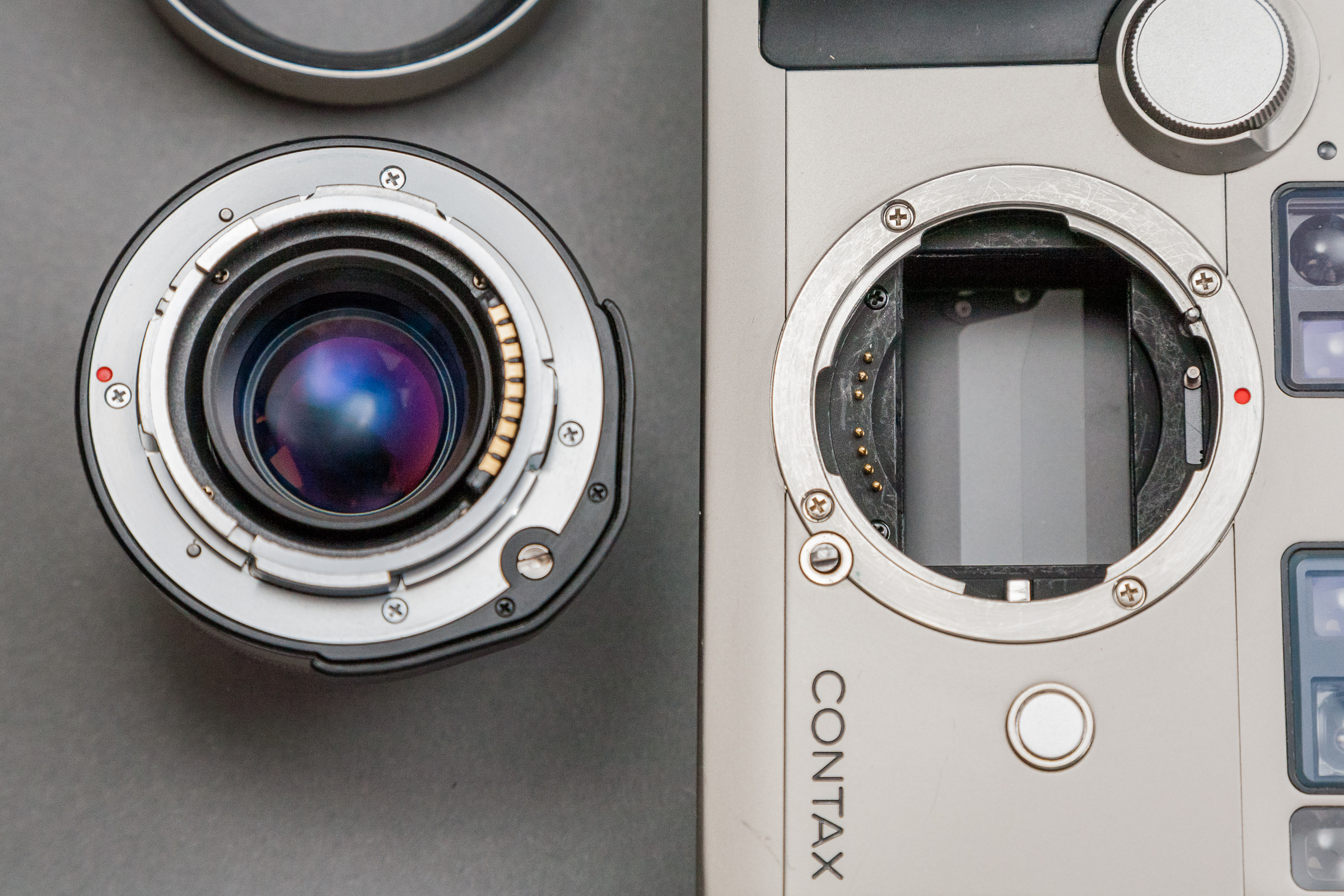
コンタックス G マウント

##### ライカスクリューマウント
L39マウント、またはライカLマウントともいう。なお、2015年10月に発表されたミラーレス一眼・ライカSLのマウント規格に「ライカLマウント」の名称が使われてたが、L39マウントとは別規格である。
内径39mm、ピッチ1/26in、フランジバック28.8mm、標準レンズ焦点距離51.6mm。エルンスト・ライツ（現ライカ）が初めて採用した。当初は単にライカマウントと呼んでいたがライカM3以降ライカがバヨネット式Mマウントに移行し、ライカスクリューマウント・ライカLマウントと呼ばれるようになった。レンズはアダプターでMマウント化することができる。ライカマウントレンズの一覧に見るように多数のカメラボディーや写真レンズに採用され、現在も引伸レンズにて採用されている。なお当初はフランジバックが不定で、そのころのライカは1台ごとに調整して出荷されており、レンズは交換してもピントが厳密には合わなかった。

##### フェドマウント
内径39mm、ピッチ1/26in、フランジバック不定（28.3mm+-0.2mm程度）。このほかねじの切り始め位置がライカスクリューマウントと異なる。ソビエト製コピーライカ、フェドの戦前モデルにのみ採用されている。正規に決定されたマウントではなく、ソビエト連邦でフェドを生産する時にフランジバック統一前の複数のライカをコピーしたため、複数のフランジバックのフェドが混在して製造され、フランジバックが不定のマウントになってしまったものである。交換レンズは存在したが、いずれも焦点距離は短く口径も小さかったため、当時の感材のレベルではそれほどフランジバックの差は問題にならなかった。戦後になってフェドにも正規のライカスクリューマウントが使われるようになった。

##### オペママウント
内径37mm、ピッチ1/26in、フランジバック27.5mm。チェコスロバキアの光学メーカーメオプタで作られたレンズ交換式カメラ、オペマ専用のマウント。

##### トプコン35マウント
東京光学機械、現トプコンのトプコン35シリーズ用のスクリューマウント

#### 一眼レフカメラ用

##### アサヒフレックス専用マウント（通称M37マウント）
内径37mm、ピッチ1mm、フランジバック45.5mm。旭光学工業株式会社（現リコーイメージング株式会社）が1952年から生産した日本製最初期の一眼レフカメラであるアサヒフレックス (Asahiflex ) シリーズで採用された専用マウントである。フランジバックがプラクチカスクリューマウントと等しかったため、後のペンタプリズムを搭載したプラクチカスクリューマウント機であるアサヒペンタックス時代には、従来のユーザーのためにアサヒフレックスマウント化できる純正アダプターが無償配布された。

##### キヤノンEXEE専用ねじ式マウント
キヤノンEXEEとEXオートに採用されたマウント。ボディ本体のマウント部が、2群3枚を構成する後群レンズと一体になっており、交換レンズは前群部を取り替えるという珍しい方式になっていた。

##### ゼニット専用マウント
内径39mm、フランジバック45.46mm。ソ連製カメラであるゼニットで採用された専用マウント。機械的にはライカスクリューマウントと同じなのでレンズをはめることはできる。レンズをM42マウントにはめるためのマウントアダプターが存在するが、ゼニット専用M39マウントのほうがフランジバックが若干短いので無限遠は出ない。

##### Tマウント（T2マウント）
口径42mm、ピッチ0.75mm、フランジバック55mm。1957年、泰成光学工業（タムロン）が最初に開発した一眼レフカメラ用交換マウント。現在では、天体望遠鏡・顕微鏡・安価な超望遠レンズの汎用マウントとして使われている。また一眼レフカメラに使用するためのアダプターが、タムロン以外の他社から数多くの種類が現行品として用意されている。

##### タムロンアダプトマチック
タムロンの一眼レフカメラ用交換マウント。カメラとレンズを物理的に結合するだけだったTマウントと違い、一部機種において自動絞りに対応するようになった。

##### Pマウント（T1マウント）
Tマウントのネジピッチが1mmとなったもの。口径やネジピッチがM42マウントと共通であるが、アタプター使用を前提とした規格であり、フランジバックがM42マウントより長くなっている。Tマウント同様に天体望遠鏡や軟焦点レンズの汎用マウントとして使われており、ケンコーからレンズやアダプターが発売されている。

##### プラクチフレックスマウントまたはM40マウント
内径40mm、ピッチ1mm。旧東独のカメラ・ウェルクシュテーテン・グーテ&トルシュにより発売されたプラクチフレックスにて初めて採用された。

##### プラクチカスクリューマウントまたはM42マウント
内径42mm、ピッチ1mm、フランジバック（1948年当時45.7mm、現在は45.46mm。旧東独のカメラ・ウェルクシュテーテン・グーテ&トルシュにより発売されたプラクチフレックス2にて初めて採用され、同社より翌年の1949年に発売されたプラクチカFXの登場によってプラクチカスクリューマウントの名称が定着した。構造が単純で容易に製造できたことから当時の一眼レフカメラ製造技術にはちょうど良く、JISやDINに規格化されたこともあり、交流には大きな壁があった当時の共産圏に留まらず世界の大小問わず多くのメーカーに採用され一時は事実上の統一規格であった。そのため非常に多くの種類のレンズが存在し、その全容を把握することは不可能であるとさえ言われる。
代表的な製品は日本のカメラメーカーである旭光学工業（現リコーイメージング）より発売されたアサヒペンタックスシリーズである。プラクチカスクリューマウント採用メーカーの中には独自の拡張により開放測光機能の追加や絞り値優先露出機能の実現などの改良を行ったメーカーもあったが、これはプラクチカスクリューマウント最大の利点でもあるメーカー間の互換性を失わせる原因にもなり、カメラ製造技術の進歩とともに徐々に衰退した。しかしそれは各メーカーが新規マウントの開発を推進する契機ともなり、このマウントを“卒業”していくことで各社が新しいAEカメラの時代に突入していった。本家のプラクチカがバヨネット式マウントに移行するに至ってプラクチカスクリューマウントの名称もついに影をひそめ、そのマウント径の規格から呼ばれるようになったM42マウントの呼称が定着していった。
日本製では長らく新たなカメラが発売されることはなかったが、2000年代初頭のクラシックカメラブームに関連して、2003年にコシナからフォクトレンダーブランドのベッサフレックスTMが発売された。

#### シネカメラ、CCDカメラ、ビデオカメラ用

##### Cマウント
内径25.4mm (1in）、ピッチ0.794mm（32山/1in）、フランジバック17.526mm。16mmシネカメラ用汎用マウントであり、フジカZC1000やボリュー (Beaulieu ) 等8mmシネカメラの一部も採用した。その後ビデオカメラ、防犯用CCDカメラ、内視鏡を始めとした多くの光学機器で広く使われるようになった。

##### CSマウント
Cマウントのフランジバックを12.5mmとしたもの。小型のCCDセンサーを使う場合、レンズの焦点距離を短くする必要があるため、フランジバックを短くした。

##### Dマウント
主にダブル8のカメラで使用された。内径15.875mm (5/8in）、ピッチ0.794mm（32山/1in）、フランジバック12.29mm。

#### 監視カメラ、工業用カメラ用

##### M12マウント
内径12mm、ピッチ 0.5mm、フランジバックは特に規定なし。イメージサイズが4mmを超え8mm以下 向けのマウントで、小型ボードカメラなどで利用される。別名Sマウント。

##### NFマウント
内径17mm、ピッチ 0.75mm、フランジバック 12mm、フランジ直径 20mm以下。イメージサイズが4mmを超え8mm以下 向けのマウント。マシンビジョンで良く使われる規格。

##### TFLマウント
内径35mm、ピッチ 0.75mm、フランジバック 17.526mm、フランジ直径 40mm以下。イメージサイズが16mmを超え31.5mm以下 向けのマウント。

##### TFL-IIマウント
内径48mm、ピッチ 0.75mm、フランジバック 17.5mm、フランジ直径 60mm以下。イメージサイズが16mmを超え31.5mm以下 向けのマウント。

#### マクロ写真用

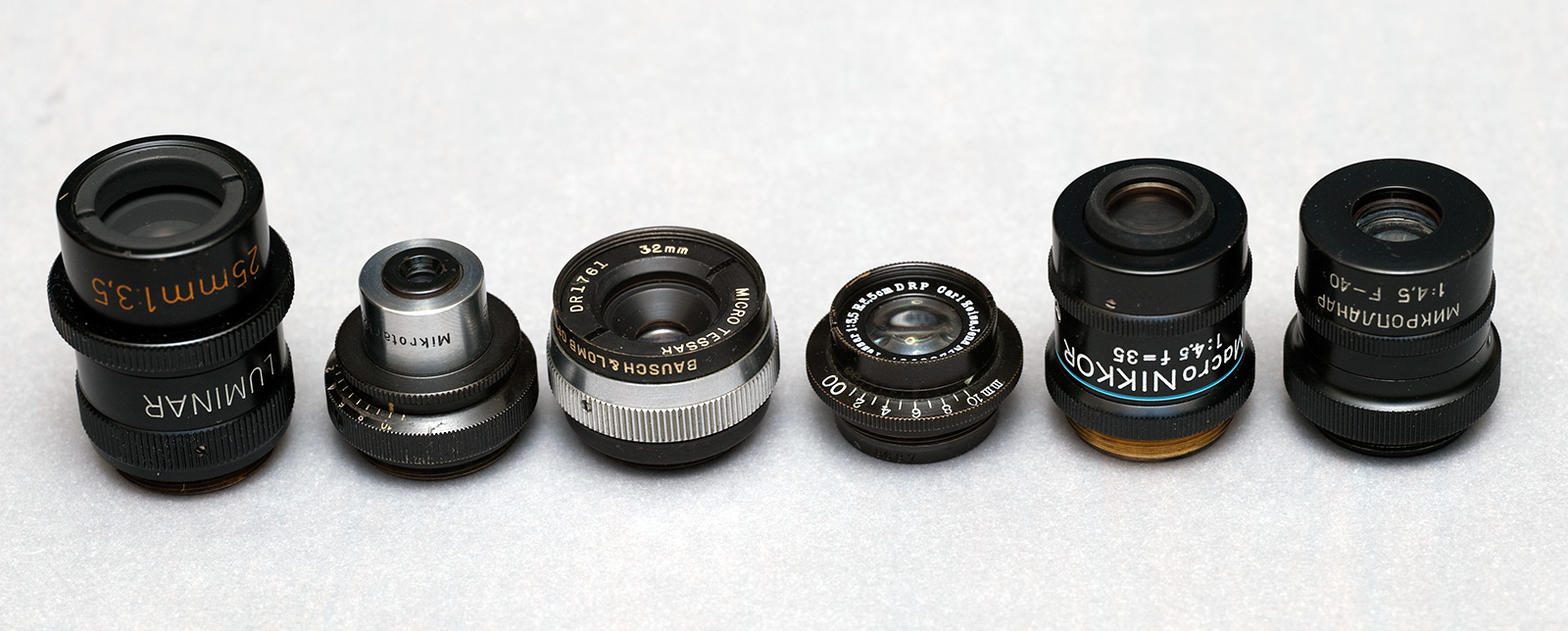
各社RMSマウントマクロレンズ

##### RMSマウント
RMSスレッドとも呼ばれる。内径0.8in (20.32mm）、ピッチ1/36in (0.706mm）。英国王立顕微鏡学会 (RMS）に由来する顕微鏡対物レンズのマウント規格。写真用としては、ベローズなどを併用する前提でマクロ写真用のレンズに採用された。かつてカール・ツァイス、エルンスト・ライツ（現ライカ）、LOMO、ニコン、オリンパス、ミノルタ、キヤノン等がこのマウントのマクロ写真用レンズを販売していたことがある。

##### M26マウント
内径26mm、ピッチ 0.706mm(36 TPI ターン/インチ)、フランジバックは特に規定なし(無限補正光学系が多いため)。 もともと顕微鏡用のマウントで、マシンビジョン(検査用)やマクロ撮影に流用するため、マウントアダプターが各社から出ている。

### バヨネット式

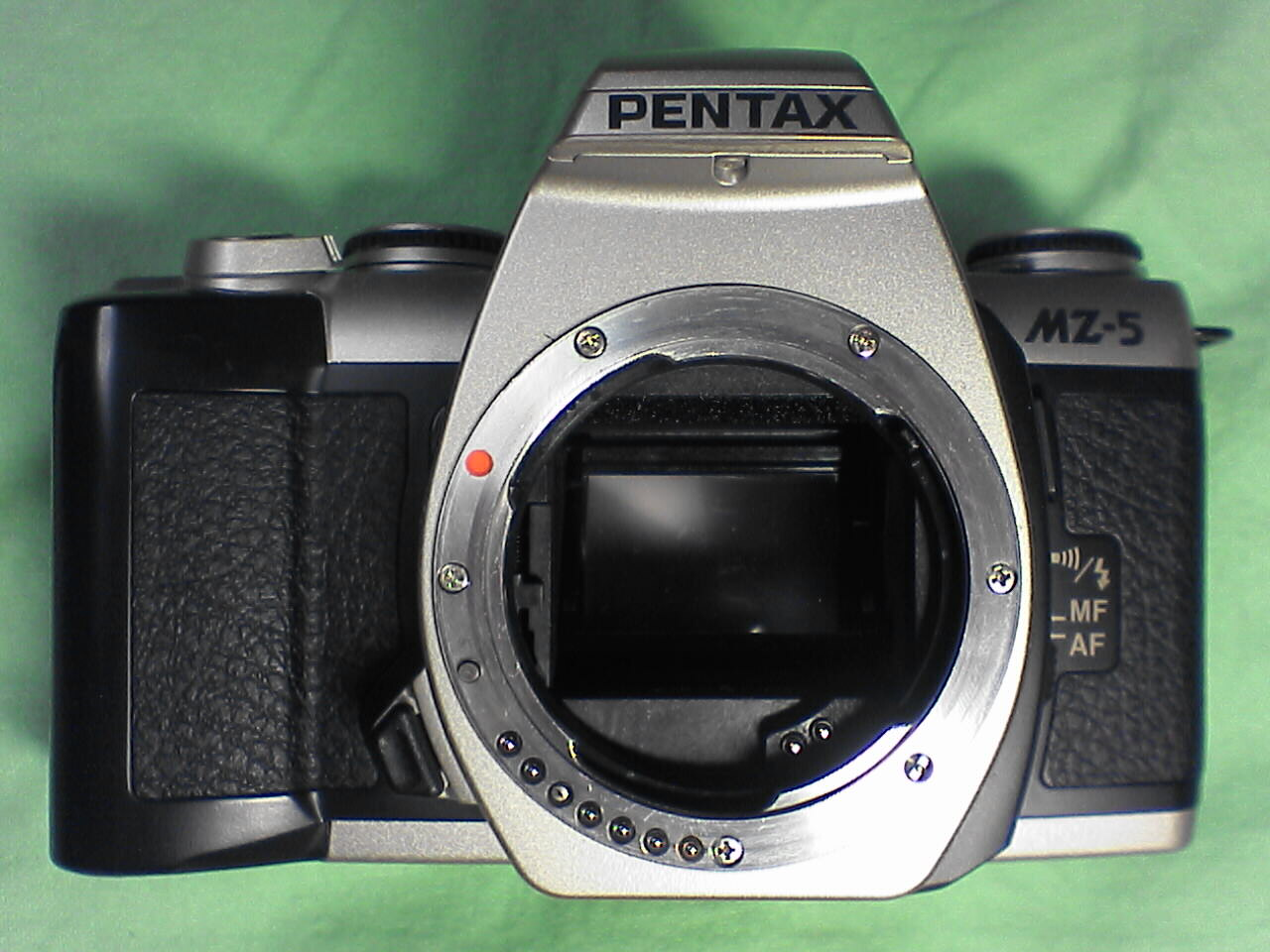
Kマウント。PENTAXのオートフォーカス一眼レフカメラに採用

かみ合わせ用の爪がマウントとレンズ接合部につけられており、ボディ側の空いている箇所にレンズ側の爪を差し込み、そのままひねる事で装着が可能。語源はソケット式の銃剣 (Bayonet ) を銃に装着する動作とレンズを装着する動作が酷似していることから来ている。レンズの脱着が簡単であり、ボディとレンズの各種連動機能への対応も容易なことから、多数のメーカーのマウント規格に採用されている。
ボディ側のマウント内周にかみ合わせ用の爪がある内爪型と、ボディ側のマウント外周にかみ合わせ用の爪がある外爪型があり、バヨネット規格として主流になっているのは内爪型であるが、内側がねじ込み式で外爪バヨネットを併設、あるいは内外双方に爪を持つダブルバヨネット式を採用したマウントもある。外爪型はスピゴット式と見た目が酷似するため紛らわしくなっているが、レンズ側のマウント部が回転せず、締め付けリングを回転させて装着するのがスピゴット式で、レンズ側のマウント部を回転させて装着するのがバヨネット式である。ほとんどのマウントはレンズを装着する時、焦点を無限遠から合わせる時、絞りを開放側に合わせる時は時計回りにレンズを操作するが、コンタックスマウントとその準互換マウントであるニコンSマウント、及びニコンFマウントやオリンパスペンFマウントなど、反時計回りに操作するものも存在する。
また、フィルムカメラのマウントには絞り制御やオートフォーカス対応等でばねやレバーやシャフト等による機械的な連動機能を有しているものもあるが、カメラの電子化が進展したキヤノンEFマウントや、デジタルカメラの新規格として開発されたミラーレス一眼カメラでは、ボディとレンズの連動機能をすべて電子接点を介した電気的通信によって実現している。

#### レンジファインダーカメラ用

##### キヤノン7専用バヨネットマウント
キヤノンレンズ50mmF0.95を装着するためキヤノン7とキヤノン7Sに採用されたマウント。ねじ込み式のライカスクリューマウントの外側に併設された。

##### コンタックスマウント
口径44.0mm。フランジバック31.75mm、標準レンズ焦点距離52.2mm。ツァイス・イコンのコンタックス、そのロシア製コピーであるキエフ、フォクトレンダーブランドでコシナが生産したベッサR2Cが採用する。反時計回りにレンズを回して装着する。脱着時はピントを無限遠にしておく必要がある。

#### ニコンSマウント
フランジバック31.95mm、標準レンズ焦点距離51.6mm。ニコンのレンジファインダーカメラ製品一覧#ニコンSシリーズ、フォクトレンダーブランドでコシナが生産したベッサR2Sが採用した。反時計回りにレンズを回して装着する。コンタックスマウントと機械的に互換性があるが、ヘリコイドの繰り出し量が異なるため距離計動作に誤差が生じ、長焦点レンズの場合にはピント合わせの精度に問題が出る。また組み合わせによってはボディーレンズどちらかに傷を付ける場合もある。脱着時はピントを無限遠にしておく必要がある。

#### フジTX用マウント
フジTX-1・TX-2、および共同開発のハッセルブラッドXPan・XPanIIに採用されているマウント。

#### ブロニカRF645専用マウント
タムロンのフォーカルプレーンシャッター式6×4.5cm判レンジファインダーカメラ、ブロニカRF645専用マウント。マウントの向かって右側に8個の電気接点を有し、プログラムAEに対応している。

##### マミヤプレス用マウント
マミヤの6×9cm判のレンジファインダーカメラ、マミヤプレスシリーズ用マウント。

##### ニューマミヤ6用マウント
マミヤのレンズシャッター式6×6cm判のレンジファインダーカメラ、ニューマミヤ6・マミヤ6MF用マウント。マウント下部に8個の電気接点を有し、レンズシャッターの電子制御に使われている。

##### マミヤ7マウント
マミヤのレンズシャッター式6×7cm判のレンジファインダーカメラ、マミヤ7とマミヤ7IIに採用されているマウント。マウントの向かって右側に8個の電気接点を有し、レンズシャッターの電子制御に使われている。

##### ライカMマウント
口径44.0mm（バヨネット爪の内側の径40.0mm）。フランジバック27.8mm、標準レンズ焦点距離51.6mm。M型ライカに採用された。このMマウントはライツミノルタCL・ミノルタCLEにも採用され、他のメーカーでも同一規格の別名称でコニカKMマウント、フォクトレンダーVMマウント、ローライRMマウント、ツァイス・イコンZMマウント、エプソンEMマウント等として採用されていた。また、デジタルカメラ・ライカM8に合わせ、レンズ情報をボディに伝達するためにマウント部に白と黒の組み合わせで塗装された6bitコードが採用されたものの、自動絞りやオートフォーカス等の電子化はされていない。

#### 一眼レフカメラ用

##### エクサクタマウント
口径38mm、フランジバック44.7mm。イハゲーの「キネエクサクタ」に採用され、以降エクサクタシリーズで使用されたマウント。エクサクタマウントレンズの一覧に見るようにシュナイダー・クロイツナッハ、カール・ツァイス、アンジェニューなど世界的に著名なレンズメーカーが参入し、品質の良いレンズ資産が豊富にあるユニバーサルマウントである。特にトプコンのトプコールレンズは世界初の300mmF2.8を実現した。ボディー側もトプコンがRシリーズで、マミヤがプリズマットシリーズで採用するなど一眼レフカメラ黎明期に多くのメーカーに採用された。マウント口径の小ささなどからレンズの高性能化大口径化とともに徐々に衰退した。

##### オリンパスOMマウント
口径44.8mm、フランジバック46mm。オリンパスOMシリーズに採用。

##### オリンパスペンFマウント
口径41.0mm、フランジバック28.95mm。オリンパスペンFシリーズに採用。OMマウントのレンズを装着できるメーカー純正アダプターが存在する。

##### キヤノンEFマウント
口径54mm（バヨネット爪の内側の径50.6mm）、フランジバック44mm。キヤノンのEOS650から採用された、新世代のオートフォーカス一眼レフカメラ用完全電子制御化マウントである。従来の各社のマウントと比較して一見して分かるほど大口径であるのが特徴である。各種情報、動力の伝達手段から機械的な連動を完全に無くし、超音波モーター搭載レンズの早期実現や自動絞り対応アオリ付きレンズの実現が可能となった。絞り値もボディ側で制御されるようになったため絞り環はない。

##### 京セラAFマウント
口径50.0mm、フランジバック45.5mm。京セラ230AF/ヤシカ230AFより始まる京セラオートフォーカス一眼レフカメラに採用された。オプションのテレコンバーターを介してコンタックス/ヤシカマウントレンズがオートフォーカスで使用可能であった。

##### コーワSER専用バヨネットマウント
コーワのレンズシャッター式一眼レフカメラ・SERシリーズに使用されたマウント。

##### コニカマウント
口径40mm、フランジバック40.5mm。コニカFより始まる初期の一眼レフカメラに採用された。口径が小さいために連動機構はマウントフランジ外に設置されている。コニカFマウントと呼ぶ者も居るがあくまで俗称でメーカーによる表記や発売時の記事は終始一貫してコニカマウント、或いはバヨネット式コニカマウントである。ただし、コニカフレックス発表時では名称は書かれずバヨネット式専用マウントになっていた。

##### コニカマウントII
口径47mm、フランジバック40.5mm。シャッター速度優先AE一眼レフカメラであるコニカオートレックス（輸出用ではオートレフレックス）より採用された。コニカマウントの口径を拡大したマウントである。それによって連動機構もマウント内に収まった。TTL開放測光に対応したコニカFTA以降からはF値セット用のリングが追加されている。コニカARマウントは正式名ではなく、カタログ等のメーカー表記は最後のTC-XまでコニカマウントIIで通された。

##### コンタックス/ヤシカマウント
口径48.0mm、フランジバック45.5mm。コンタックスRTSにはじまるコンタックス一眼レフカメラと、ヤシカFRにはじまるヤシカ（京セラ）一眼レフカメラに採用。ヤシカはバヨネットマウント採用以前はM42マウントを採用しており、このマウントの寸法・登場経緯もペンタックスKマウントとよく似ている。これはツァイス、ヤシカの提携以前にツァイス、旭光学の提携交渉が進んでおり、開発は先行しレンズマウントもほぼ決まりかかっていて、提携交渉破談後、双方とも幻のアサヒ・コンタックスマウントをベースに開発を進めたためと言われている。交換レンズはツァイスレンズとヤシカMLレンズの2系統が製造され、コンタックス一眼レフにヤシカMLレンズ、ヤシカ一眼レフにツァイスレンズの使用も可能であった。コンタックス159MM以降のマルチモードに対応したマウントはMMタイプと呼ばれている。カメラボディ内にオートフォーカス制御のモーターを搭載し、駆動軸でレンズを動作させるオートフォーカス機もこのマウントで試作されたが、製品化はされず、後にコンタックスAXで、ボディ内のフィルム面を前後に動作させる珍しいオートフォーカス方式のカメラが発売された。

##### コンタックスNマウント
口径55.0mm、フランジバック48.0mm。オートフォーカス35mm判一眼レフカメラコンタックスNシリーズに採用。キヤノンEF同様完全電子制御。はじめからデジタル一眼レフカメラの時代を考慮して設計されていることもあり非常に大きく、35mm判用マウントとして最大口径を持つ。またコンタックス645シリーズとの親和性を考慮して設計されており、専用マウントアダプターを介してコンタックス645レンズが露出モード・オートフォーカス完全対応で使用可能であった。完全主義のツァイスがデジタル化への最低限のサイズとして採用したが大口径故に大柄なシステムは不振を招いた。

##### コンタックス645マウント
口径72.0mm、フランジバック64.0mm。オートフォーカス6×4.5cm判一眼レフカメラコンタックス645に採用。完全電子制御。

##### コンタレックスマウント
ツァイス・イコンの35mm判カメラ、コンタレックスシリーズのマウント。バヨネット爪と絞り環がボディ側についている。また、レンズ側の絞りの連動は爪ではなく、切り欠きのついたばね構造を持つリングで、レンズリリース時にはこのリングを押し込むことによりボディ側の連動ピンを外す特殊な構造を持つ。

##### シグマSAバヨネットマウント
フランジバック44.0mm。シグマ製オートフォーカス一眼レフカメラのSA-300より採用されたオートフォーカス対応マウント。シグマはマニュアルフォーカス機時代にKマウント機SA-1を発売していたが、電子接点やオートフォーカス機能が追加された「拡張Kマウント」は規格が非公開であったため、オートフォーカス化とともに新規マウントに切り替えた。Kマウントのバヨネット部を流用し、フランジバックの変更（キヤノンEFマウントと共通）に加え、独自の電気接点を設けることによって完成した。フィルムカメラのSAバヨネットマウントには、SA-IBマウント（内爪）のほかに、大口径レンズでの使用を想定したSA-OBマウント（外爪）が備え付けられていたが、SA-OBマウントの対応レンズは発売されず、デジタル一眼レフSD14以降のカメラにはSA-OBマウントは備え付けられていない。
2016年に発表された同社初のミラーレス一眼カメラ・sd Quattroシリーズでも採用されており、長いフランジバックがそのまま反映されているボディデザインとなっている。2018年に開発終了。

##### タムロンアダプトールマウント
タムロンのマニュアルフォーカスレンズ製品は独自の外爪型バヨネットマウントに対応し、アダプトールと呼ばれる外爪型バヨネットマウントを持ったマウントアダプターを仲介することで各社の独自マウントに対応している。TTL開放測光に対応した初代アダプトールと、カメラとの連動機能がより複雑化した各社のマウントに数多く対応するために改良されたアダプトールIIがあった。タムロン純正以外にもサードパーティ製もあり、ごく最近ではレイコール社がLeica Lマウント用を発売している。

##### ニコノスR-UWマウント
ニコンの水中撮影用オートフォーカス一眼レフカメラ・ニコノスRS専用マウント。ボディ本体の構成が外箱部と中ボディの二重構造になっているのに合わせ、マウント部も二重仕様になっており、レンズ外周部と外箱部のマウント、レンズ内周部と中ボディのマウントで防水性能を高めている。中ボディマウントの機械寸法はニコンFマウントと共通であるが、ニコノスRSのボディ・レンズとも、Fマウントのシステムと互換性はない。

##### ニコンFマウント
口径47mm（バヨネット爪の内側の径44mm）、フランジバック46.5mm。日本光学工業最初の一眼レフカメラニコンF以来現在も機械寸法的には全く変わっておらず、60年以上の長期に渡ってニコンの一眼レフカメラに採用され続けているマウント。反時計回りにレンズを回して装着する。マウント部の機械寸法は変更されていないが、60年の間に進展したカメラの自動露出化やオートフォーカス機能の搭載に合わせ、絞り制御やフォーカス制御の機構が変遷しており、最新ボディと旧レンズや、旧ボディと最新レンズの組み合わせに機能的な互換性まで確保されているわけではない。富士フイルムやコダックのデジタル一眼レフカメラにも採用。海外ではキエフ19Mやフェニックスが採用している。長期間存続してきた規格らしくタイプの派生も多様である。詳しくはニコンのカメラ製品一覧の該当項目を参照のこと。

##### ハッセルブラッド1600Fマウント
フランジバック82.1mm。ハッセルブラッドのフォーカルプレーンシャッター式6×6cm判一眼レフカメラ、1600F、1000Fに採用。ロシアのキエフ88シリーズと口径と線条の位置・数が似ているがフランジバックも異なり（キエフ88は81mm?）、キエフ88用レンズでは固定ピンが必要なため、レンズが固定されなかったりボディに傷を付けたりすることがあるので、レンズの装着には注意を要する。

##### ハッセルブラッドHマウント/フジGX645マウント
ハッセルブラッドのレンズシャッター式6×4.5cm判一眼レフカメラH1、及び富士フイルムのフジGX645AFプロフェッショナルに採用。カメラやレンズ等のシステムはハッセルブラッドと富士フイルムの両社で共同開発したものである。

##### ハッセルブラッドVマウント
口径69.0mm、フランジバック74.9mm。1600F、1000Fを除くハッセルブラッドの6×6cm判一眼レフカメラに採用。ハッセルブラッド500シリーズの登場以降、2000・200（フォーカルプレーン）シリーズに採用され、現行のいわゆるVシリーズのマウントの規格である。レンズを取り付けるときにはレンズ・ボディともチャージ状態で行なわないとはまらない。なおフォーカルプレーン機の2000・200シリーズをフォーカルプレーンモードで使うときはこの機構は必要ない。FEシリーズレンズはマウントに互換性があるがシャッターが内蔵されていないので、シャッターを持たない500シリーズには使用できない。

##### フォーサーズマウント
デジタルカメラの統一規格、フォーサーズシステムの一部。フランジバック38.67mm、イメージサークルの対角21.63mm。オリンパスE-システム、パナソニックLUMIXLシリーズ及びライカDIGILUX 3で採用。完全電子制御化マウント。

##### フジカXマウント
口径40.8mm、フランジバック43.5mm。プラクチカスクリューマウントから移行するにあたり富士写真フイルムが一眼レフカメラ・フジカAX-5等のAXシリーズに採用したバヨネットマウント。プラクチカスクリューマウントとの親和性が高く、専用アダプター経由で同社旧レンズの使用も考慮されている。

##### プラクチカBマウント
口径48.5mm、フランジバック44.4mm。1978年に発売したプラクチカB200より採用された。抵抗値でレンズの解放絞り値情報をボディ側に伝える3本の信号ピンがある。

##### バヨネット式ブロニカマウント
ゼンザブロニカ(現タムロン)の6×6cm判フォーカルプレーンシャッター式一眼レフカメラ・ゼンザブロニカDより採用されたマウント。大バヨネットマウント・小マヨネットマウントを基本としながら、別に口径57mm・ねじピッチ1mmのスクリューマウントが付いている。フランジバックは101mm。

##### ブロニカETRマウント
6×4.5cm判レンズシャッター式一眼レフカメラ・ゼンザブロニカETRシリーズに採用された専用4爪バヨネットマウント。

##### ブロニカSQマウント
6×6cm判レンズシャッター式一眼レフカメラ・ゼンザブロニカSQシリーズに採用された専用4爪バヨネットマウント。

##### ブロニカGSマウント
6×7cm判レンズシャッター式一眼レフカメラ・ゼンザブロニカGS-1に採用された専用4爪バヨネットマウント。

##### ペンタックス67マウント
口径72.0mm、フランジバック84.95mm。旭光学工業（現リコーイメージング）初のバヨネット式マウント。1969年に発売された120フィルム使用6x7cm判一眼レフカメラであるアサヒペンタックス6×7（後にペンタックス67に名称変更）に採用された。ボディ側は内爪マウントと外爪マウントのダブルバヨネット式になっており、外爪マウントは一部の超望遠レンズとオートベローズや接写リングなどの一部アクセサリーが使用する。

##### ペンタックスKマウント
口径約48.0mm（バヨネット爪の内側の径44.0mm）フランジバック45.5mm、装着角65度（右回転）。旭光学工業（現リコーイメージング）より1975年に発売されたアサヒペンタックスK2以降の35mm判一眼レフカメラに採用。名称の由来は「King of SLR」。従来のプラクチカスクリュー (M42）マウントの連動機能の限界から開発された。
当時のバヨネット式マウントとしては比較的後発のマウントであったため始めから機械式絞り値連動機能を持ち、絞り優先AEが可能である。ユニバーサルマウントを目指し規格を公開したため、マニュアルフォーカス時代には、リコー、チノン、コシナ等々、国内外の様々なメーカーに採用された。ペンタックスでは後にマルチモード対応のSuper Aやオートフォーカス対応のSFXで機能拡張のための電子接点等が追加され、*istDやK-1等のデジタル一眼レフにも採用されており、他社でもKマウントをベースにした独自規格のマルチモード機リコーXR-Pやオートフォーカス機チノンCP-9AFが販売されていた。また、2012年に発売されたミラーレス一眼のペンタックスK-01でもKマウントが採用され、一眼レフ用のレンズが使用可能であった。

##### ペンタックス110マウント
装着角80度。1979年に発売された110フィルム使用レンズシャッター一眼レフカメラであるペンタックス・オート110に採用された。

##### ペンタックス645マウント
口径72.0mm、フランジバック70.87mm。旭光学工業（現リコーイメージング）から1984年に発売された120フィルム使用6x4.5cm判一眼レフカメラであるペンタックス645に採用された。後発のマウントであるため、初めからマルチモード機能対応の電子情報接点を持ち、現在はオートフォーカスに対応している。中判デジタル一眼レフカメラ645Dにも採用されており旧来の全てのレンズが原則対応しているが、最新のデジタル対応レンズでは絞り環が省略されている。純正マウントアダプターによって開放測光、絞り値連動でSMCペンタックス67レンズが使用可能である。

##### マミヤ645マウント
口径62.0mm、フランジバック64.0mm。マミヤ645シリーズに採用。マニュアルフォーカス機とオートフォーカス機は機械寸法的に互換性があるが、マニュアルフォーカス機には純機械マウントが、オートフォーカス機には完全電子マウントが採用されており、情報伝達には全く互換性がない。

##### マミヤZEマウント
口径49.0mm、フランジバック45.5mm。マミヤの35mm判一眼レフカメラZEシリーズに採用。マウント部に発売当時としては数多い電子接点を備えていたのが特徴的であり、マミヤZE-Xでは16個もの電子接点を有していた。またこのマウントを使用したオートフォーカス機マミヤZFも試作・発表された（発売には至らず）。

##### ミノルタSRマウント
口径45.0mm（バヨネット爪の内側の径42.0mm）、フランジバック43.5mm。1958年にミノルタ（現コニカミノルタ）が発売したミノルタSR-2から2004年に販売終了したミノルタX-370sまでが採用しているマニュアルフォーカス用マウント。MC、MDなど絞り値伝達ピンの有無でレンズ名称が違っているがマウントそのものの規格は同一でほぼ全てのレンズがどのカメラにも装着可能。ミノルタが現地共同生産工場を立ち上げ技術を伝えた中国のフェニックス（鳳凰光学）、シーガル（上海カメラ）が一部採用している。

##### ミノルタΑマウント/コニカミノルタΑマウント/ソニーAマウント(ソニーαマウント)
口径50.0mm、フランジバック44.5mm。正式名称は「Aマウント」だが一般には、「α（あるふぁ）マウント」「A（えー）マウント」ともに呼称されている。ミノルタ（現コニカミノルタ）のオートフォーカス一眼レフカメラα-7000より始まるαシリーズに採用。登場当初からオートフォーカスを前提として開発された世界で最初の一眼レフカメラシステムである。5～8個の電子接点をマウント内上部に設け、距離・焦点情報交換を行う。絞り連動ピンはメカニカル駆動。オートフォーカス駆動は駆動軸を介して行うが、ミノルタ時代末期以降からは駆動軸を持たないレンズ内モーター駆動（通称SSM、SAM）のレンズも登場した。

##### ミノルタVマウント
フランジバック36.0mm。ミノルタ（現コニカミノルタ）APS一眼レフカメラベクティスS-1に採用された。基本的にはAマウントを小型化したものだが、レンズ内モーターを採用している。来るべきデジタルカメラ時代をにらんで開発されたとも思われ、実際にVマウントのデジタル一眼レフカメラも発売されたが、APS市場が思ったほど拡大せず早々に商品展開が放棄された。APSカメラのために新規のマウントを立ち上げたカメラメーカーはミノルタだけである。VマウントカメラにAマウントレンズを装着でき絞りのみコントロール可能な純正マウントアダプタがサービスセンターで販売されていた。

##### ミランダマウント
フランジバック41.5mm、口径44.0mm。4爪の外爪バヨネットマウントの内側に44mm径のねじマウントを備えるダブルマウントである。メインのマウントはバヨネットのほうであるためバヨネットマウントに含める。ミランダカメラの各一眼レフカメラに採用されていた。ほとんどのレンズの装着には外爪バヨネットを用い、内側のねじマウントは廉価版のプリセット絞りレンズなどを取り付けるのに使う。

##### ヤシカペンタマチック専用バヨネットマウント
ヤシカ最初の35mm判レンズ交換式一眼レフカメラ・ペンタマチックに採用されたバヨネットマウント。M42マウントレンズやエクサクタマウントレンズ対応のアダプターが用意されていた。

##### ライカRマウント
口径49.0mm、フランジバック47.15mm。ライカフレックス、ライカRシリーズに採用。ボディとの情報伝達方法が時代ごとに変わっており、1カム・2カム・3カム・Rカム・ROMなどと呼ばれる。世代が違うと機能に制限が生じることがある。

##### ライカSマウント
オートフォーカス機能を搭載した中判デジタル一眼レフカメラ・ライカS2に採用。ライカ純正のオプション品で他社レンズ対応のマウントアダプターが複数種類用意されており、ハッセルブラッドHシステム用とコンタックス645用のアダプターは、自動絞りやオートフォーカスにも対応していた。

##### ローライQBMマウント
ローライの35mm判一眼レフカメラSL35に採用。

##### ローライフレックスSL66用マウント
6×6cm判フォーカルプレーンシャッター式一眼レフカメラローライフレックスSL66シリーズに採用。レンズ前面もバヨネット仕様になっており、アダプターなしでレンズの逆装着が可能であった。

##### ローライフレックス6000シリーズ用マウント
6×6cm判レンズシャッター式一眼レフカメラローライフレックスSLXより始まるローライフレックス6000シリーズに採用されているマウント。

#### ミラーレス一眼カメラ用

##### キヤノンEF-Mマウント
2012年に発表。口径約47mm（バヨネット爪の内側の径43.0mm）、フランジバックは18mm。キヤノンのノンレフレックス（ミラーレス）カメラEOS Mシリーズに採用。マウント内下部に9点の電子接点を持つ完全電子制御マウント。撮像素子はAPS-Cサイズ。一眼レフEOS用EFおよびEF-Sレンズを装着するための純正アダプターが用意され、これらのレンズに搭載されているオートフォーカスや手ぶれ補正機能に対応する。

##### キヤノンRFマウント
2018年に発表。キヤノンのミラーレスカメラEOS Rシステムに採用。マウント内径は54mm（バヨネット爪の内側の径50.6mm）、フランジバックは20mm。マウント内下部に12点の電子接点を持つ完全電子制御マウント。35ミリフルサイズの撮像素子をカバーする。レンズ側にコントロールリングを装備し、絞り値・シャッター速度・ISO感度・露出補正等の機能を割り当てることでレンズ側から各種機能の操作をすることが出来る。一眼レフEOS用EFレンズを装着するための純正アダプターが用意される。

##### サムスンNXマウント
2010年に発表。フランジバックは25.5mm。サムスンのミラーレスカメラNXシリーズに採用。マウント内上部に8点の電子接点を持つ完全電子制御マウント。撮像素子はAPS-Cサイズ。ペンタックスKマウントレンズ互換の純正アダプターが用意されている。

##### サムスンNX-Mマウント
2014年に発表。サムスンのミラーレスカメラNX miniに採用。撮像素子は1インチサイズ。NXマウントレンズを使用するための純正アダプターが用意される。

##### ソニーEマウント
2010年に発表。口径約46.1mm（バヨネット爪の内側の径43.6mm）、フランジバック18mm。ソニーのミラーレス一眼カメラα NEXシリーズ、カムコーダのハンディカム・NEX-VGシリーズ、NXCAM・NEX-FSシリーズに採用。マウント内下部に10～12点の電子接点を持つ完全電子制御マウント。撮像素子はAPS-Cサイズ,スーパー35サイズ,及び35ミリフルサイズ。Aマウントレンズ用の純正アダプターが用意され、自動絞りに対応、一部レンズではオートフォーカスにも対応する。

##### ニコン1マウント
2011年に発表。ニコンのNikon 1シリーズに採用。マウント内径は36mm、フランジバックは17mm。マウント内下部に12点の電子接点を持つ完全電子制御マウント。撮像素子は1インチサイズの13.2×8.8mm・CXフォーマットに対応。Fマウントレンズ用の純正アダプターが用意され、自動絞りとVR機能、AF-Sレンズのレンズ内モーターオートフォーカスに対応する。

##### ニコンZマウント
2018年に発表。ニコンのミラーレスカメラZ 6とZ 7から採用された。マウント内径は55mm（バヨネット爪の内側の径52.0mm）、フランジバックは16mm。マウント内上部に11点の電子接点を持つ完全電子制御マウント。撮像素子は35ミリフルサイズに対応。Fマウントレンズ用の純正アダプターが用意される。

##### ハッセルブラッドXマウント
2016年に発表。ハッセルブラッドの中判ミラーレスカメラX1Dに採用。中判デジタル一眼レフHマウントのレンズを使うためのアダプターが用意される。

##### 富士フイルムXマウント
2012年に発表。マウント内径は43.5mm（バヨネット爪の内側の径40.7mm）、フランジバックは17.7mm。富士フイルムのミラーレスカメラFUJIFILM X-Pro1に採用。撮像素子はAPS-Cサイズ。マウント面から奥に7.5mm、レンズ後端が入り込む設計となっているのも特徴。ライカMマウント用の純正アダプターが用意されている。

##### 富士フイルムGマウント
2016年に発表。2017年に発売された中判デジタルカメラGFX 50Sに採用。マウント内径は65mm、フランジバックは26.7mm、最小バックフォーカスは16.7mm、43.8×32.9mmの撮像素子をカバーし、マウント内径下部に12個の電子接点を備える。GX645用レンズ（マウントはハッセルブラッドHシステムと同一規格）対応のアダプターが用意され、フォーカシングはマニュアルのみになるが、レンズシャッターと自動絞りに対応する。

##### ペンタックスQマウント
2011年に発表。口径約29mm、フランジバック9.2mm。ペンタックスのミラーレスカメラペンタックスQに採用。マウント内上部に10点の電子接点を持つ完全電子制御マウント。形状は同社のKマウントと似ているが、口径は約半分、フランジバックはほぼ五分の一と小型になっている。電子接点の情報によりレンズ側のメカシャッター・絞り・AFを駆動する。最初に採用された撮像素子は1/2.3インチサイズであったが、2013年に発売されたペンタックスQ7では1/1.7インチサイズの撮像素子が採用された。名称の由来は「Queen of DILC mount」。シャッター機構を持つKマウント用レンズアダプターQによりKマウント用レンズが使える。

##### マイクロフォーサーズマウント
2008年に発表。デジタルカメラの統一規格、マイクロフォーサーズシステムの一部。オリンパスのミラーレス一眼カメラオリンパス・ペンシリーズおよびオリンパス・OM-Dシリーズ、パナソニックのミラーレス一眼カメラルミックスGシリーズおよびカムコーダのAVCCAM・AG-AF100シリーズに採用。口径はフォーサーズマウントから約6mm縮小、フランジバックは19.25mm、電子接点は11点に増加。フォーサーズマウントレンズ用の純正アダプターが用意される。

##### Leica Lマウント
2014年に発表されたライカT (Type701)に採用されたマウント。当初は「ライカTマウント」と呼称され、APS-C相当の撮像素子をカバーしていたが、2015年に同一マウントで35ミリフルサイズの撮像素子をカバーするライカSL（Typ601）が発表された時に「ライカLマウント」と改称。2018年にライカ、パナソニック、シグマとの間で「Lマウントアライアンス」として同一規格のマウントによる製品開発の提携が発表された時に「Lマウント」と称されることになった。口径は51.0ｍｍ（バヨネット爪の内側の径48.8mm）、フランジバックは20mm。ライカMマウントと同様、4本爪であるが電子接点を持つ電子制御マウントである。APS-C相当のイメージサークルをカバーするレンズは「ライカTLレンズ」、35ミリフルサイズ相当のイメージサークルをカバーするレンズは「ライカSLレンズ」と称する。なお、通称として「ライカLマウント」と呼ばれていたレンジファインダーのスクリュー式L39マウントとは別規格。

#### レンジファインダーカメラと一眼レフカメラで共用のマウント

##### デッケルマウント
デッケル社が提唱したレンズシャッター式カメラの共通マウントである。ただし、デッケルマウントは通称。実際の製品では各社が自社識別(他社製品の勘合阻止)のための爪をつけさせた為に、メーカーの枠を超えた共通マウントとしてのユーザーの利点は失われた。シンクロ・コンパー#00-MXV-Wideシャッターを内蔵し、フランジバックは47.5mmである。
デッケルマウントを採用した代表的なカメラの一つに、ドイツ・コダックのレチナがある。同時期に発売されたレンジファインダーカメラのレチナIIISと、一眼レフカメラのレチナレフレックスSシリーズの両方に採用しており、交換レンズを共用できた。このためこの時期のレンズにはレチナレフレックスS用の自動絞り機構と、レチナIIIS用の距離計連動カムが両方搭載されていた。
ドイツ・コダックの他、フォクトレンダー、バルダなど多くのメーカーがカメラを製造し、フォクトレンダー、シュナイダー・クロイツナッハ、ローデンシュトックなどの名門ブランドがレンズを供給した。このため、識別爪を削り取って純正でない組み合わせでの使用を試みる者が居る。また、近年ミラーレス一眼カメラ用に作られているマウントアダプターにおける互換マウント（ライセンス品ではない）には識別爪が無い。

#### シネカメラ用

##### PLマウント
映画用カメラの世界最大手ドイツ・アーノルド&リヒターの16mm/35mm映画用カメラ向けのレンズマウント。PLはPositive Lockの頭文字。

##### アリマウント
アリフレックス16シリーズが採用するバヨネットマウント。PLマウントの前身。

##### ニューアリマウント
アリマウントを重量のあるレンズに対応させたマウントで、1965年以後に発売されたアリフレックス16シリーズのカメラはターレットのうち1つにニューアリマウントを装備している。ニューアリマウントのカメラにはアリマウントのレンズも装着できるがニューアリマウントのレンズはアリマウントのカメラに装着できない。

##### BHマウント
ベル&ハウエルが採用していたマウントでベルマウントとも呼ばれる。

##### ボレックスマウント
ボレックスH16RXシリーズはCマウントを採用していたが、マウント以外ほぼ同仕様のH16SBシリーズ、H16ELは独自のバヨネットマウントを採用している。

##### PVマウント
アメリカパナビジョンの16mm/35mm映画用カメラ向けのレンズマウント。

#### ビデオカメラ用

##### キヤノンVLマウント
キヤノンの8ミリビデオカメラLX-1に採用。専用アダプターを介してEOS用EFレンズが使用可能。
キヤノン・ソニー・日立・松下の4社で共同開発されたマウントであるが、このマウントによる製品を発売したのはキヤノンのみである。

##### キヤノンXLマウント
キヤノンのデジタルビデオ（DV・HDV）カメラ（XL1・XL1S・XL2・XL H1・XL H1S・XL H1A）に採用。キヤノンVLマウントと互換性はない。専用アダプターを介してEOS用EFレンズが使用可能。

##### ソニー1/2インチマウント
1/2インチ型CCD搭載の業務用DVカムコーダーに採用。フランジバックは35.74mm。

##### ソニー1/2インチEXマウント
1/2インチ型CCD搭載の業務用HDカムコーダーXDCAM、PMW-EX3に採用。

##### B3マウント
2/3インチ型CCD搭載の業務用ビデオカメラに採用されていた池上通信機製マウント。

##### B4マウント（ENGマウント）
2/3インチ型CCD搭載の業務用ビデオカメラに採用されていたソニー製マウント。

#### 特殊カメラ用

##### ニコノスマウント
ニコン（旧・日本光学）の水中撮影可能な全天候対応カメラ、ニコノスRSを除くニコノスシリーズに採用。

### スピゴット式

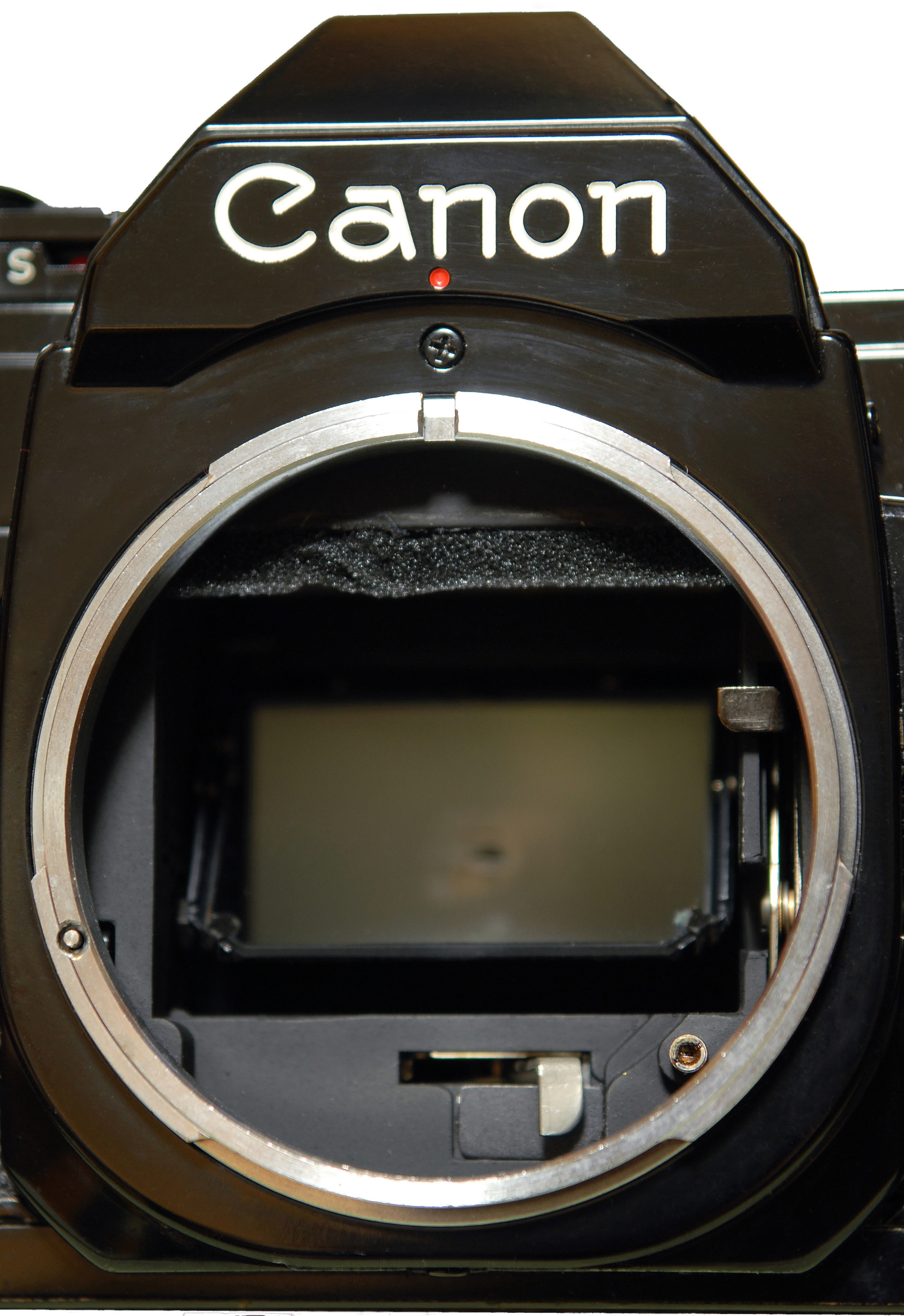
キヤノンFDマウント。キヤノンのマニュアルフォーカス一眼レフカメラに採用されていた。

レンズ本体は回転させない、ないし回転による位置決めがあるものもあるが固定のためではなく、別体となっているリング（スピゴット）をバヨネットのように、あるいはネジで締め付け、レンズを固定する。語源は水道配管などに使われる締め付け式の「栓」（Spigot ）から。レンズを回転させずに装着できることからボディーとのより高い連動性を期待されたが、大型レンズの取り付けなどに難があった（片手でカメラを保持、反対の手でレンズを保持したとすると、スピゴットを操作するために3本目の手が必要になる）ため、採用メーカーは数社にとどまった。

#### 一眼レフカメラ用

##### キヤノンFDマウント
口径47.9mm、フランジバック42.0mm。キヤノンのマニュアルフォーカス一眼レフカメラに使用され、スピゴット式を代表するマウントである。「スーパーキヤノマチック」と呼ばれる完全自動絞り機構を搭載したRマウントからスタートし、操作性の改善やTTL測光への対応のため自動絞り機構を改良したFLマウントを経て、FDマウントで完成の域に達した。当初から絞り優先AE、シャッター速度優先AEの両方に対応していた。またFLマウントまでは絞り込み測光だったのがFDマウントでは開放測光に変更されている。FDレンズではレンズ側マウント部に固定リングがあったが、New FDレンズではレンズ鏡胴外殻部を固定リング同様の構造にすることで、レンズ脱着の操作性をバヨネット式とほぼ同等に向上させ、1200ミリF5.6の大口径超望遠レンズも登場した。最後期にはマウント上部に6個の電子接点を追加しオートフォーカスマウント化も行われた。機械的にはRからFL、FDに至るまで同寸である。

##### ズノーマウント
1959年にズノー光学工業によって発売され世界で初めて完全自動絞り機構を備えたズノーペンタフレックス専用マウントとして採用された。スピゴット式を採用したのも当時は完全自動絞り機構を実現するためにレンズ非回転式マウントが向いているとされていたためである。ちなみにズノーの発表当時は時代の最先端を行く画期的なカメラであったため大きな話題となったが、発売後に故障が続出し少数が出たのみで生産中止となっており、幻の高級機となってしまった。
ズノー光学工業がカメラ製造をやめてしまったため後継機種も存在しない。ボディ側に固定リングがある。

##### プラクチナマウント
旧東ドイツのカメラ・ウェルクシュテーテン・グーテ&トルシュが1952年から1960年までの間に発売していたライカ判一眼レフカメラシステム、プラクチナが採用していたマウント。ペンタコンと同様ボディ側に固定リングがある。

##### ペトリマウント
口径43.0mm、フランジバック43.5mm。ペトリペンタV2より、ペトリFA-1までの機種の、ペトリカメラ製一眼レフカメラのマウントとして採用された。最高級機であるペトリフレックス7にのみ絞り連動機構が設けられている。ペトリFTEEでシャッター速度優先AEに対応した。ボディ側に固定リングがある

##### ペンタコンシックスマウント
旧東ドイツ、カメラ・ウェルクシュテーテン・グーテ&トルシュで開発、製造されたプラクチシックス(Praktisix )に始まり、VEBペンタコンによって発売された中判一眼レフカメラのペンタコンシックス(Pentaconsix )に採用された。一部のソ連製中判一眼レフカメラにも採用された。ボディ側に固定リングがある。
このカメラに関しては、http://praktisix.com に詳しい。

##### マミヤRBマウント
口径60.0mm、フランジバック112.0mm。マミヤRBシリーズに採用。機械的にはマミヤRZマウントと同様であるが、マミヤRBボディーは電子シャッター制御回路を持たないためマミヤRZレンズは使用できない。

##### マミヤRZマウント
口径60.0mm、フランジバック105.0mm。マミヤRZシリーズに採用。機械的にはマミヤRBマウントと同様でありマミヤRZボディーにマミヤRB用レンズが使用できるが、フランジバックが違うため7mm繰り出した位置が無限遠となる。

#### レンジファインダーカメラ用

##### コンタックスGマウント
口径44.0mm、フランジバック29.0mm。京セラが1994年から発売したコンタックスGシリーズで採用された。コンタックスマウントとの互換性はない。マウント形状は内爪バヨネットに酷似しているが、レンズ脱着時にマウント部が回転せず、レンズ鏡筒後部のリングを回転させて爪をかみ合わせる構造になっている。レンズ脱着時もカメラボディ内でレンズ後玉が回転せず、脱着に伴う後玉損傷のリスクを低減したことで、ホロゴン16ミリ等の超広角レンズでは、後玉径が大きくフランジ面よりも後方に突出させたレンズ構成が採用されている。

## ユニバーサルマウント
ライカスクリューマウント、プラクチカスクリューマウント、エクサクタマウントが典型例であるが、一つのレンズマウント規格に合わせて多数のメーカーがカメラやレンズを作り上げた場合、そのレンズマウントを「ユニバーサルマウント」と呼ぶ。
以前はペンタックスKマウントを一眼レフカメラにおけるユニバーサルマウントとして仕様公開し実際リコー、シグマ等が採用した。だが1983年に旭光学工業がスーパーAを発売した際、電子接点を搭載したKAマウントを採用しプログラムAEを実現したが、他社にKAマウントの仕様を公開せず、独自規格とした。これを端緒とし、一眼レフカメラのオートフォーカス化AE化によってレンズとボディとの電子通信が必要になるにつれ各社ごとに規格を抱え込むようになってしまい、結局ユニバーサルマウントとしては成功しなかった。ちなみに1984年にリコーがXR-Pを発売する際にはRKマウントという独自規格の電子接点を採用し、プログラム自動露出の互換性は崩れている。交換レンズメーカーのシグマとトキナーとコシナはこの対応に対しKマウント交換レンズにペンタックスKAとリコーRKの両方の電子接点を設ける事で解決、タムロンはアダプトールIIでペンタックスKAとリコーRK用の両方を発売して解決し、カメラメーカー純正より交換レンズメーカー製のレンズの方が互換性が高いという妙な事態となった。以後各社が独自マウントを採用しているのもオートフォーカス・自動露出が必須になり、各社独自仕様が必要であるからだといえる。
デジタル一眼レフが普及しはじめた2003年にはオリンパスとコダックによってデジタル一眼レフカメラ向けにフォーサーズシステム、マイクロフォーサーズシステムが提唱され、レンズマウントもその規格の中に盛り込まれている。2010年現在、パナソニック、ライカカメラ、シグマ、コシナが参画。

## マウントアダプター

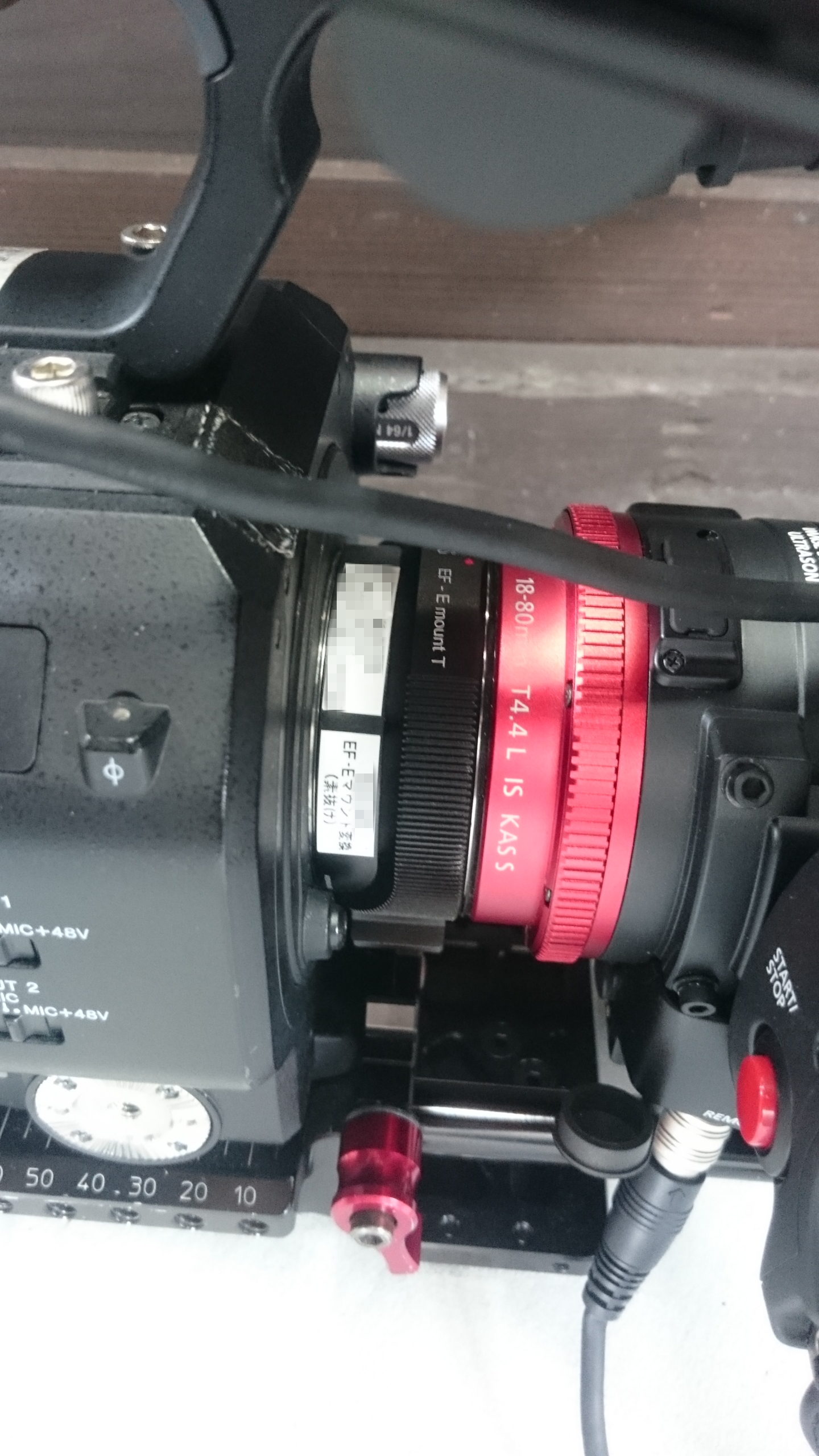
レンズマウントアダプターを介してキヤノンのレンズを装着したソニーのビデオカメラ

カメラボディのレンズマウント規格とレンズのボディマウント規格が一致しないときに、両者を仲立ちして装着・使用を可能にするための器具をマウントアダプター（レンズアダプター、マウントコンバーターとも）とよぶ。マウントアダプターの存在理由は、カメラ・レンズメーカが規格の変更を行ない過去の互換性のためやむなく製作したものなどもあるが、他社のレンズを別の規格のボディで楽しむ・歴史的な名レンズを楽しむなど、積極的に写真制作に活用できる場合もある。
マウントアダプターは一般にただレンズをカメラボディに取り付けるだけのものであり、通常は自動絞りや絞り値連動・オートフォーカスや電力・信号接点などの機能まで変換するものではない。
マウントアダプターはフランジバックの長い規格のレンズを短い規格のボディに取り付けるためには使えるが、逆に短い規格のレンズを長いボディに使うことには色々問題が出る。もし光学的性能を無視して単にレンズとボディの機械的結びつきを提供するだけであれば後者も可能だが、その場合は接写リングを挟んだのと同じ状態になり、無限遠側のピントが出ず近距離専用となる。この問題を解決するためにマウントアダプタに補正用の光学系を内蔵することにより、レンズ側が要求するフランジバックよりも長いフランジバックを持つカメラで使えるようにしているマウントアダプタも存在するが、内面反射が増えること、焦点距離が変化してしまうこと、写りに大きな影響を及ぼす最後玉に非純正レンズを採用することへの抵抗感、またレンズ部分の後玉の後退によりアダプターのレンズに衝突し結局無限遠が出なくなってしまうなどの欠点があるため、あまり好まれない。例外として、マニュアルフォーカス一眼レフカメラの全盛期には接写撮影専用としてフランジバックを無視し一眼レフカメラにライカスクリューマウントレンズやシネカメラ用レンズを取り付けるアダプターが一部のメーカーに存在した。
単純にフランジバックの短いカメラならフランジバックの長い別のマウントのレンズもマウントアダプターを使って取り付けられるとは限らない。たとえば組み合わせる2つのマウントのフランジバックが近接している場合、マウントアダプター分の厚みが確保できない場合がある。さらに、マウント口径の大小や、突起物の干渉によっても制限を受ける。また物理的な問題とは異なるが、マウントそのものの人気・普及度などの問題もある。
取り付けはできてもレンズによっては絞りの制御が不可能になってしまう場合もある。たとえば、自動絞り/実絞り切り替えのない自動絞りM42マウントレンズを絞り込みピン押し込み機構のないタイプのM42マウントアダプターに装着した場合、絞りを絞り込むことができない。また、キヤノンEFマウントのようにボディ側からレンズに電源を供給し電磁絞りを制御するものは、アダプタ使用の場合は絞り込むことができないため開放絞りで使うことになる。さらにニコンFマウントのGタイプレンズは、電磁絞りではないが絞り環がなく最小絞りで固定された状態であるため、アダプタ使用の場合は最小絞りで使うことになる。自動絞り機構自体は機械的にレバーを跳ね上げて動作させるため、レンズの絞り込みレバーにプラスチック片を挟み込んで絞り開放に固定して使う者もいる。

### 過去の互換性を保つためのアダプター
カメラメーカーがカメラのレンズマウントを更新する場合、旧来のユーザーに配慮してマウントアダプターを用意するということがしばしばあった。
代表的なのが旭光学工業（現リコーイメージング）の純正アダプターである。初期のアサヒフレックスに用いられていたM37マウントからアサヒペンタックスのM42マウントへの移行の際にもマウントアダプターを提供していたほか、M42マウントのレンズを現在採用しているKマウントに移行する際にもアダプターを用意し、2019年7月現在でもメーカー希望小売価格5,000円（消費税別）で供給している。
これは同社がマウントを移行させる際フランジバックを同一に設定したことによりフランジバックを変換する必要がなく、工作精度の要求が比較的低いためである。フランジバックが同じであるためM42ネジを切っただけのアダプタはKマウント内にねじ込まれ、フランジ面はカメラのものを使う。このアダプタは単純に機械的な接合を変換しているだけで、自動絞りなどには対応していない。
ペトリも最初M42マウントだったがバヨネット式マウントに移行するときにアダプターを用意した。
フジも最初M42マウントだったがバヨネット式マウントに移行するときにアダプターを2種類用意した。X-SアダプターはフジカAX-1、フジカAX-3用で絞り込みAEが可能。X-DアダプターはフジカAX-5用でマルチプログラムAEに対応した。
旭光学工業（現リコーイメージング）は他に同社のペンタックス67マウントやペンタックス645マウント用レンズをペンタックスKマウントで使えるようにするアダプターも製造している。また、マニュアルフォーカスからオートフォーカスに切り替わった時もそれまでのマニュアルフォーカスレンズをオートフォーカスで使えるようにしたAFアダプタ「F AFアダプタ1.7X」を発売し現在まで現行品であり、1.7倍のテレコンバーター部分のレンズを駆動することによりオートフォーカスを可能にしている。ニコンも1.6倍のAFテレコンバーター「TC-16A」を発売していたが現在は発売していない。
ライカを始め各社から発売されているライカスクリューマウント用のレンズをライカMマウントボディーに装着するために用いる外側がMバヨネット、内側が螺子になっているアダプタも金属製リングである。この場合Mマウントの方がライカスクリューマウントよりフランジバックが1mm短いので、マウントアダプターの厚みによりこれを調整している。距離計連動式なのでフランジバックを高い精度で一致させる必要があり、メッキを掛けた上から削りなおすなど細心の注意が払われている。また、Mマウントが持つファインダーのブライトフレーム切り替え機能にも対応させるため、3種類のアダプターをレンズの焦点距離に応じて使い分けるようになっている。
ソビエトのゼニット一眼レフカメラでも、初期のM39マウントと後のM42マウントではほぼ同じフランジバックに設定されており、ペンタックスと同様のアダプターリングが用意されていた。ただし、わずかにM39マウントのほうがフランジバックが短く、厳密な無限遠は出すことができない。なお旧ソ連には、エギザクタ互換・M42互換・ニコンFマウント互換などのカメラが多数存在していたため、現在でもこれらの間のアダプターなどはロシア製のものを多くみかける。
デジタル時代のユニバーサル規格であるフォーサーズマウントはフランジバックが短いため他社用アダプタも多いが、さらに口径・フランジバックが短いマイクロフォーサーズ規格が登場したため、フォーサーズからマイクロフォーサーズへのアダプタは純正で用意されることになった。マイクロフォーサーズはフォーサーズのサブ規格であるため、アダプタでは情報・電力伝達などの接点規格も変換される。
マイクロフォーサーズがフォーサーズと電気的にも互換性を取るマウントアダプターを出す規格設計をして以後に出てきた、ソニーE-mount、ニコン1 CXマウント、キヤノンEOS-Mマウントでも自社の先行マウントのレンズと電子的互換を取るマウントアダプターが作れるマウント規格となっている。これはAF化までのカメラの歴史のなかでマウント変更がユーザーの所有レンズ、自社レンズラインナップが振り出しに戻ってしまうリスクに対しての大きな軽減要素となっている。既存ユーザーが同じメーカー内の新マウントにとどまる（既存のレンズをメーカー公式のマウントアダプター経由でとりあえず使えるため）大事な要素となる。一方通信protocolがわかれば他社レンズを電子互換にするマウントアダプターが技術的には可能だが、今のところは完成度が低く、大きな動きにはなっていない（ロシアの dandelion 、KIPONのEFレンズ用マウントアダプター）
なお、伝統的にマウント規格を変えていないことを詠っており、工業用レンズなどのユニバーサル規格にもなったニコンFマウントでは、細かくみると絞りピンの制御方式など機械的規格、電気接点の有無など複数の規格が存在する。ニコンではAi以前のレンズを新ボディで使いたいユーザのために、アダプタではなく（フランジバックを変えるわけにもいかないためでもある）、レンズの絞り環をAi方式対応のものに交換するAi改造サービスで対応していた。同様に、ライカMマウントレンズは、デジタル時代になってボディにレンズ情報を伝達するための接点の追加をレンズ改造サービスで対応することになった。

### 他社のレンズを利用するためのアダプター
一方、自社では採用していなくても、M42マウント・エクサクタマウントレンズはフランジバックが長いことや、多数のレンズが流通していたこともあり、比較的多くのカメラボディのための純正のマウントアダプターの設定があった。しかし現在では、オートフォーカス化・デジタル化によってマウントアダプターを作ることが困難になってきたため、カメラメーカー純正のマウントアダプターの多くは姿を消してしまった。代わりに、いくつかの写真用品メーカーからさまざまなマウントの間でレンズを装着可能にするアダプターが発売されており、これによって例えばニコンFマウントのレンズをキヤノンのEOS（EFマウント）のボディに装着可能になる。
アダプター用途に適した例として、比較的フランジバックが短く口径が大きいキヤノンEOSボディ用、あるいはデジタル一眼レフカメラのフォーサーズシステムおよびマイクロフォーサーズシステムや、ソニーのEマウントのボディ用には純正・非純正を含めかなり多くのアダプターが存在する。
フランジバックが短いことを売り物にしたアルパ（アルパ_(カメラ)#アルパアルネア4からアルパ11si用レンズアダプター参照 ）、ミランダカメラ（ミランダのカメラ製品一覧#ミランダマウント一眼レフカメラ用アダプター参照 ）、オリンパスペンF（オリンパス・ペンF#ペンFシステムのアクセサリ参照 ）、コニカFマウント（ニコンFマウントレンズ用、エクサクタマウントレンズ用）、コニカARマウント（ニコンFマウントレンズ用、エクサクタマウントレンズ用、M42マウントレンズ用）には多数の自社製マウントアダプターが用意されていた。また種類は少ないながらカメラボディのメーカーが用意した自社製マウントアダプターは以下の製品があった。

#### キヤノンFDマウント
エクサクタマウントレンズを装着する「マウントコンバーターE」、M42マウントレンズを装着する「マウントコンバーターP」がある。

#### ミノルタMDマウント
エクサクタマウントレンズを装着する「マウントアダプターE」、M42マウントレンズを装着する「マウントアダプターP」。後者は輸出専用であったらしい。

#### ヤシカペンタマチックマウント
M42およびエクサクタマウントレンズを装着するアダプターがあった。
逆にフランジバックが長く、アダプターを使うのに不利なニコンFマウントボディ用のアダプターはほとんど存在せず、あっても補正レンズ入り、または中判・大判のレンズ用がほとんどである。ただし例外として、デッケルマウントはニコンFマウントよりフランジバックが短いが口径がニコンFマウントより極端に小さいため、ボディにめり込ませる形で無限遠が出せ、ボディからレンズへの絞り指示ピンもアダプター周囲の環で操作できる面白い製品もある。またアダプターとは呼べないが、ライカRマウント、オリンパスOMマウント等のレンズのマウント部分を専用品に交換してニコンFマウントにしてしまうという製品も存在する。
ミラーボックスが必要ない距離計連動式カメラは、構造上フランジバックを短くできるため、ライカスクリューマウントやライカMマウントに各社一眼レフカメラ用レンズを取り付けるマウントアダプターが多く存在するが、これらは距離計に連動しない。かつてハンザから距離計連動式を謳う一眼レフカメラレンズマウントアダプターが発売されていたが、これはカメラの距離計を単体距離計として使い、その結果に手動でレンズの距離目盛を合致させるもので、距離計連動ではない。

### 中間規格としてのアダプター
レンズ専業メーカーでは、異なる規格のボディに同一レンズを装着するために中間マウント規格を提唱し、発売するレンズはそのマウント1種類で、各社のボディへはアダプタにて対応するという方式をとる場合があった。
タムロンがマニュアルフォーカスレンズにおいて採用していたアダプトールシステムはこの代表である。同じレンズを各社のマニュアルフォーカスカメラで共通して使えるように、自動絞りや絞り値連動など各社マウント固有の機能まで含めて変換するように設計されたシステムである。複数の会社のカメラを併用するユーザーにとっては便利な存在であった。オートフォーカスカメラの普及に伴いタムロン製レンズもマウント固定式に移行し、2006年にタムロンより製造中止のアナウンスがあった。このような変換マウントシステムはほかのレンズ専業メーカーのトキナー、シグマ、三協光機などにも存在したが、タムロンだけが普及に成功し、他社は比較的早期に固定マウントへ路線変更した。
試作では1986年のフォトキナにてシグマがXYレンズと称するミノルタAマウントとニコンFマウント2種のマウント交換式オートフォーカス交換レンズを参考出品した経緯があるが、やはりカメラボディ側の進歩にレンズ側のアップデートが追いつかない事情から発売は断念されている。
これとは別に、主に望遠鏡のマウントであるTマウントを変換マウントとして用いるレンズをタムロン、日東光学などが製造していたが、自動絞りに対応できなかったため早期に姿を消した。しかし今でも特殊用途（望遠鏡、ピンホールレンズ取り付けなど）向けにTマウントアダプターが写真用品メーカーなどから販売されている。Tマウントは、M42マウントによく似た42mm口径のねじ込みマウントだが、ねじピッチ0.75mmであり、フランジバックも異なる。

### AE/AF・デジタル時代のアダプター
AE/AF機能が普及した以降のマウント規格は、単なる形状の変換・絞りピンの力伝達（まれにレンズシャッターの巻上げやシャッターのトリガー）のみならず、フォーカシングモータの力伝達、レンズ内モータやCPU・手ぶれ補正機構への電力伝達、レンズ内CPUとの情報伝達（レンズの歪曲補正や周辺減光補正情報まで伝達するものもある）などを担うことになる。通常のアダプタではこれらの変換は不可能であるため、アダプタを使用すると一部の機能を犠牲にすることになる。
AEカメラでレンズアダプタを使う場合、絞り優先で実絞り（絞り込み状態で測光）で使うかマニュアルモードで使うことになる。つまりレンズ側の実絞りを設定し、測光後適切なシャッター速度をカメラが決定するモードになる。一眼レフカメラでは絞り込まれた状態ではピント合わせの障害になるが、ライブビューでピントを合わせられるデジタル機種ではその障害も軽減される。アダプタの使用を念頭においた設計では (望遠鏡・フィールドスコープの使用においても必要になる)、プログラムモードは絞り優先モードに・シャッター速度優先モードはマニュアルモードに自動的に切り替わるものもある。またアダプターには電子接点がないため、カメラによってはレンズ未装着と認識しシャッターが切れなくなる場合があるが、この場合は望遠鏡アダプタなどの使用を考慮し強制的にシャッターを切るモードで対処できるカメラが多い。

### ミラーレスカメラ時代のアダプター
2008年8月、パナソニックから、ミラー（レフレックス）機構を省略し、光学ファインダーの替わりにEVFを持つ初のミラーレスカメラが発売された。ミラーレスカメラは、従来のデジタル一眼レフカメラと比較し、劇的にフランジバックが短いため、多数のマウントに対応したアダプタが発売された。2014年にはSONYから初のフルサイズミラーレスカメラが発売された。フルサイズミラーレスカメラでは、フィルムと同じサイズのセンサーが搭載されているため、過去のフィルム用のレンズでも同じ画角で撮影が可能になった。ただし、これらのミラーレスカメラでは、デジタル特有の問題であるレンズの像側テレセントリック性の不足により周辺減光などが起きること、などには留意したい。2018年、キヤノンとニコンがフルサイズミラーレスカメラに参入し、EFマウントのレンズやFマウントのレンズにAE・AF・手ブレ補正機構・電子補正などに完全に対応したマウントアダプターが発売されている。